# Wickliffe Mounds
Pour les articles homonymes, voir Mounds.
Le parc de Wickliffe Mounds est un site archéologique situé dans l'État du Kentucky, non loin du fleuve Mississippi, dans le Midwest des États-Unis. 